# Vražda v Orient expresu (film, 2017)
Vražda v Orient expresu (v anglickém originále Murder on the Orient Express) je americký detektivní dramatický film z roku 2017. Režie a hlavní role Hercula Poirota se ujal Kenneth Branagh. Film vznikl na motivy stejnojmenného románu (1934) Agathy Christie. Hlavní role hrají Kenneth Branagh, Penélope Cruz, Willem Dafoe, Judi Dench, Johnny Depp, Josh Gad, Derek Jacobi, Leslie Odom Jr., Michelle Pfeifferová a Daisy Ridley.
Film je šestou filmovou či televizní adaptací románu. Vůbec první je německá televizní verze z roku 1955, v roce 1974 následovala filmová adaptace s Albertem Finneym v hlavní roli, v roce 2001 byl natočen americký televizní film (Alfred Molina v hlavní roli), v roce 2010 vznikla epizoda v rámci televizního seriálu Hercule Poirot a roku 2015 následovala japonská televizní adaptace.
Natáčení bylo zahájeno v listopadu roku 2016 ve Spojeném království. Světovou premiéru měl snímek v Royal Albert Hall v Londýně dne 2. listopadu 2017. Ve Spojených státech amerických byl pak uveden 10. listopadu 2017 a v České republice dne 9. listopadu 2017. I přes smíšené recenze od kritiků, film utržil přes 330 milionů dolarů.

## Obsazení
- Kenneth Branagh jako Hercule Poirot
- Penélope Cruz jako Pilar Estravados
- Willem Dafoe jako Gerhard Hardman
- Judi Dench jako kněžna Dragomiroff
- Johnny Depp jako Samuel Ratchett
- Josh Gad jako Hector MacQueen
- Derek Jacobi jako Edward Henry Masterman
- Leslie Odom Jr. jako Dr. Arbuthnot
- Michelle Pfeifferová jako Caroline Hubbard
- Daisy Ridley jako Mary Debenham
- Tom Bateman jako Bouc
- Olivia Colmanová jako Hildegarde Schmidt
- Lucy Boynton jako Helena Andrenyi
- Marwan Kenzari jako Pierre Michel
- Manuel Garcia-Rulfo jako Biniamino Marquez
- Sergei Polunin jako Rudolph Andrenyi
- Miranda Raison jako Sonia Armstrong

## Přijetí

### Tržby
Film utržil 101,2 milionů dolarů v Severní Americe a 229,1 milionů dolarů v ostatních oblastech, celkově tak utržil přes 330 milionů dolarů po celém světě. Rozpočet filmu činil 55 milionů dolarů. V Severní Americe byl uveden společně s filmem Táta je doma 2 a očekávané tržby za první víkend se pohybovaly okolo 20 milionů dolarů. Nakonec se stal třetím nejnavštěvovanějším filmem s tržbami 28,7 milionů dolarů. Za druhý víkend utržil 13,8 milionů dolarů.

### Recenze
Na recenzní stránce Rotten Tomatoes získal z 229 započtených recenzí 58 procent s průměrným ratingem 6,1 bodů z deseti. Na serveru Metacritic snímek získal z 45 recenzí 52 bodů ze sta. Na Česko-Slovenské filmové databázi jej uživatelé hodnotili 74 % (k 7. lednu 2018).

### Nominace
| Ocenění                             | Datum ceremoniálu | Kategorie        | Nominovaný                 | Výsledek |
| ----------------------------------- | ----------------- | ---------------- | -------------------------- | -------- |
| Critics' Choice Movie Awards        | 11. ledna 2018    | Nejlepší výprava | Jim Clay a Rebecca Alleway | nominace |
| Houston Film Critics Society Awards | 6. ledna 2018     | Nejlepší skladba | "Never Forget"             | nominace |
| Satellite Awards                    | 10. února 2018    | Nejlepší kostýmy | Alexandra Byrne            | nominace |